# 德里亞諾沃

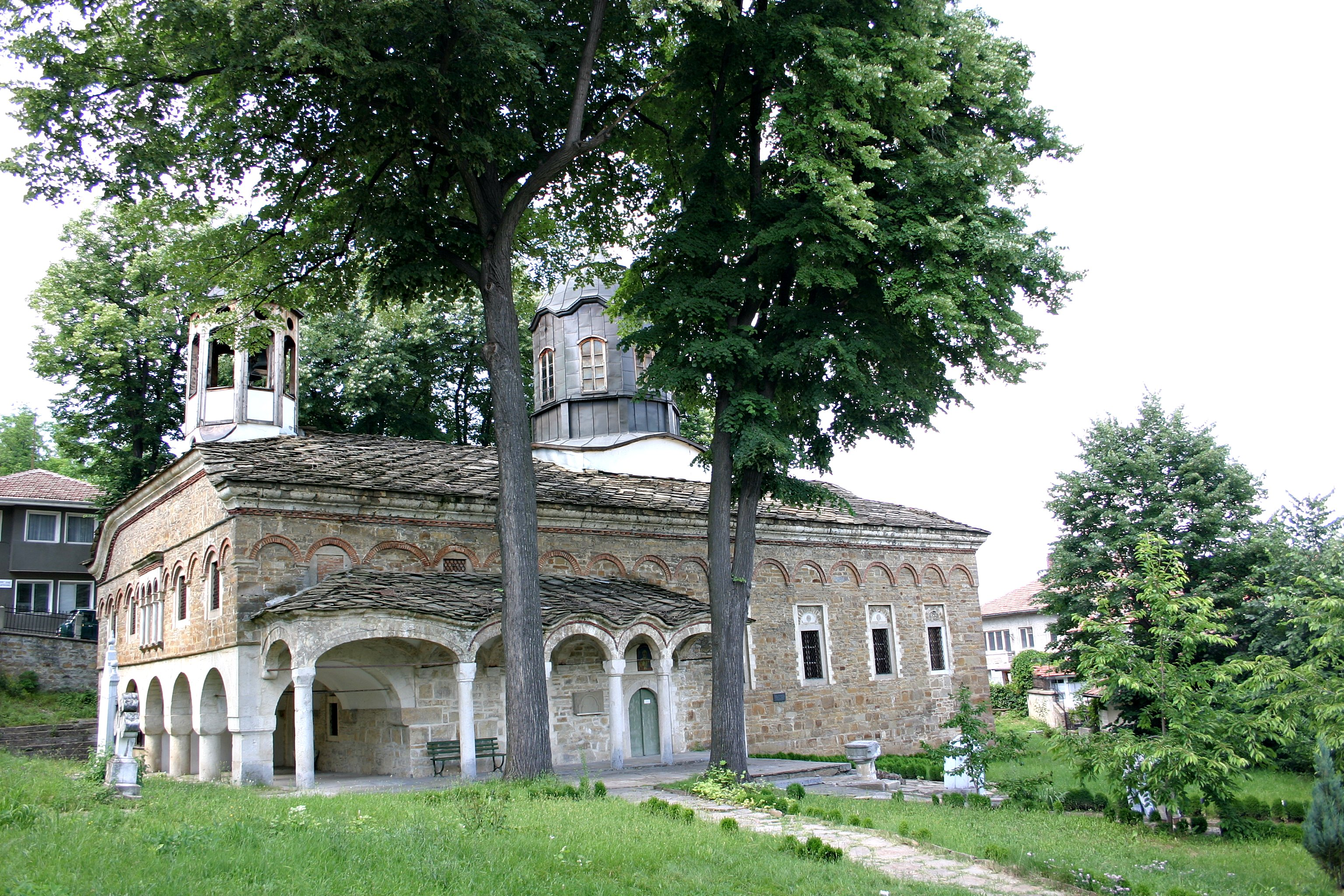

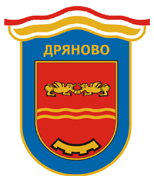

德里亞諾沃是保加利亞的城鎮，位於該國中部，距離首府加布羅沃20公里，由加布羅沃州負責管轄，受大陸性氣候影響，2012年人口7,326，居民主要信奉東正教。

## 友好城市
- 白俄羅斯貝霍夫
- 希腊Itamos
- 保加利亚卡瓦爾納
- 義大利博尔贾
- 義大利罗卡因佩里亚莱
- 比利时博霍尔特
- 北馬其頓拉多維什

## 外部連結
- Tourist information and accommodation
- Dryanovo tourism website （页面存档备份，存于）
- Dryanovo municipality website （页面存档备份，存于）
- Dryanovo informative publication （页面存档备份，存于）
- Tourist information about Bulgaria
- Dryanovo on youtube （页面存档备份，存于）

42°59′00″N 25°29′31″E / 42.98333°N 25.49194°E